# Józef Madeja
Józef Madeja (ur. 5 kwietnia 1899 w Opolu, zm. 1975 w Katowicach) – polski pedagog, nauczyciel i wykładowca akademicki.

## Życiorys
Urodził się w 1899 roku w Opolu w rodzinie polsko-niemieckiej. Jego ojciec Jan był urzędnikiem pocztowym polskiego pochodzenia, a matka Jadwiga z domu Froehlich była Niemką. Po ukończeniu szkoły podstawowej i gimnazjum realnego w Opolu podjął pracę w zawodzie nauczyciela w Ochodzach, Szczepanowicach, a potem w Chmielowicach. W 1921 roku przeniósł się do polskiej części Górnego Śląska. Pracował tam jako nauczyciel jednocześnie dokształcając się na Uniwersytecie Jagiellońskim w Krakowie, gdzie kolejno zdobył stopnie magistra i pod kierunkiem naukowym Stefana Szumana podstawie rozprawy Psychologiczne badania porównawcze rozwoju językowego 10-letnich dzieci katowickich i krakowskich otrzymał 12 grudnia 1937 stopień doktora nauk humanistycznych w zakresie pedagogiki. W latach 1938–1939 wykładał w Państwowym Pedagogium w Katowicach, a podczas okupacji hitlerowskiej brał udział w tajnych kompletach.
W 1956 roku wrócił do Opola, podejmując prace w Wyższej Szkole Pedagogicznej na stanowisku adiunkta w Katedrze Pedagogiki. Tytuł naukowy docenta przyznała mu Centralna Komisja Kwalifikacyjna dla Pracowników Nauki 29 maja 1958 r. Od kwietnia 1959 przez dwa lata był docentem w Katedrze Pedagogiki WSP w Opolu. Pracował tam przez następne 13 lat, a jego dorobek naukowy wynosił ponad 50 prac. W 1959 roku został wybrany dziekanem Wydziału Filologiczno-Historycznego WSP, który powstał w wyniku ewolucji Wydziału Filologicznego. W międzyczasie uzyskał stopień naukowy doktora habilitowanego. Przyczynił się do wzrostu autorytetu oraz uprawnień naukowych uczelni, głównie po przyznaniu WSP w Opolu praw do doktoryzowania. Był także promotorem pierwszych prac doktorskich w Opolu. Funkcję dziekana pełnił do 1962 roku. Był pierwszym opolaninem, który  został 27 kwietnia 1962 który polskim profesorem nadzwyczajnym, w 1968 otrzymał tytuł profesora zwyczajnego. Jego życiową pasją było kształcenie kadr dla opolskiej uczelni. Za swoją aktywność naukową i organizacyjną został odznaczony w listopadzie 1962 Krzyżem Oficerskim Orderu Odrodzenia Polski. Zmarł latem 1975 roku.